# Fan Zhendong
Fan Zhendong (樊振東S; Canton, 22 gennaio 1997) è un tennistavolista cinese.

## Carriera
Nel 2012 vince l'oro ai Campionati mondiali juniores nel singolare, nel doppio misto e nella gara a squadre e l'argento nel doppio maschile. Nel 2013 diviene il più giovane giocatore a vincere due open consecutivi, in Polonia e in Germania. Nel 2014 vince con la nazionale cinese i Campionati mondiali a squadre di Tokyo e vince due ori nel singolare e nella gara a squadre ai Giochi olimpici giovanili di Nanchino. Insieme al connazionale Ma Lin, detiene il record per il maggior numero di Coppe del mondo vinte, con quattro titoli ottenuti tra il 2016 e il 2020.
Ad agosto 2024 vince la medaglia d'oro nel singolare maschile e nella competizione a squadre con la nazionale cinese ai Giochi olimpici di Parigi.
Nel dicembre 2024, Fan Zhendong firmò un documento in cui dichiarava il ritiro da tutti gli eventi della Federazione Internazionale di Tennis Tavolo (ITTF) e annunciò il suo ritiro dalla classifica mondiale a causa delle multe che sarebbero state comminate nei confronti degli atleti che non avessero partecipato a determinati eventi.

## Caratteristiche tecniche
È un giocatore completo, con ottimo topspin sia di dritto sia di rovescio, caratteristiche che lo hanno portato in cima al ranking mondiale.

## Palmarès
- Giochi olimpici

Tokyo 2020: oro a squadre e argento nel singolo
Parigi 2024: oro nel singolo e a squadre
- Giochi olimpici giovanili:

2014 - Nanchino: oro nel singolare e nella gara a squadre.
- Campionati mondiali a squadre:

2014 - Tokyo: Oro
- Campionati mondiali:

2015 - Suzhou: Bronzo
2017 - Düsseldorf: Argento
2021 - Houston: Oro
2023 - Durban: Oro